# Paiste

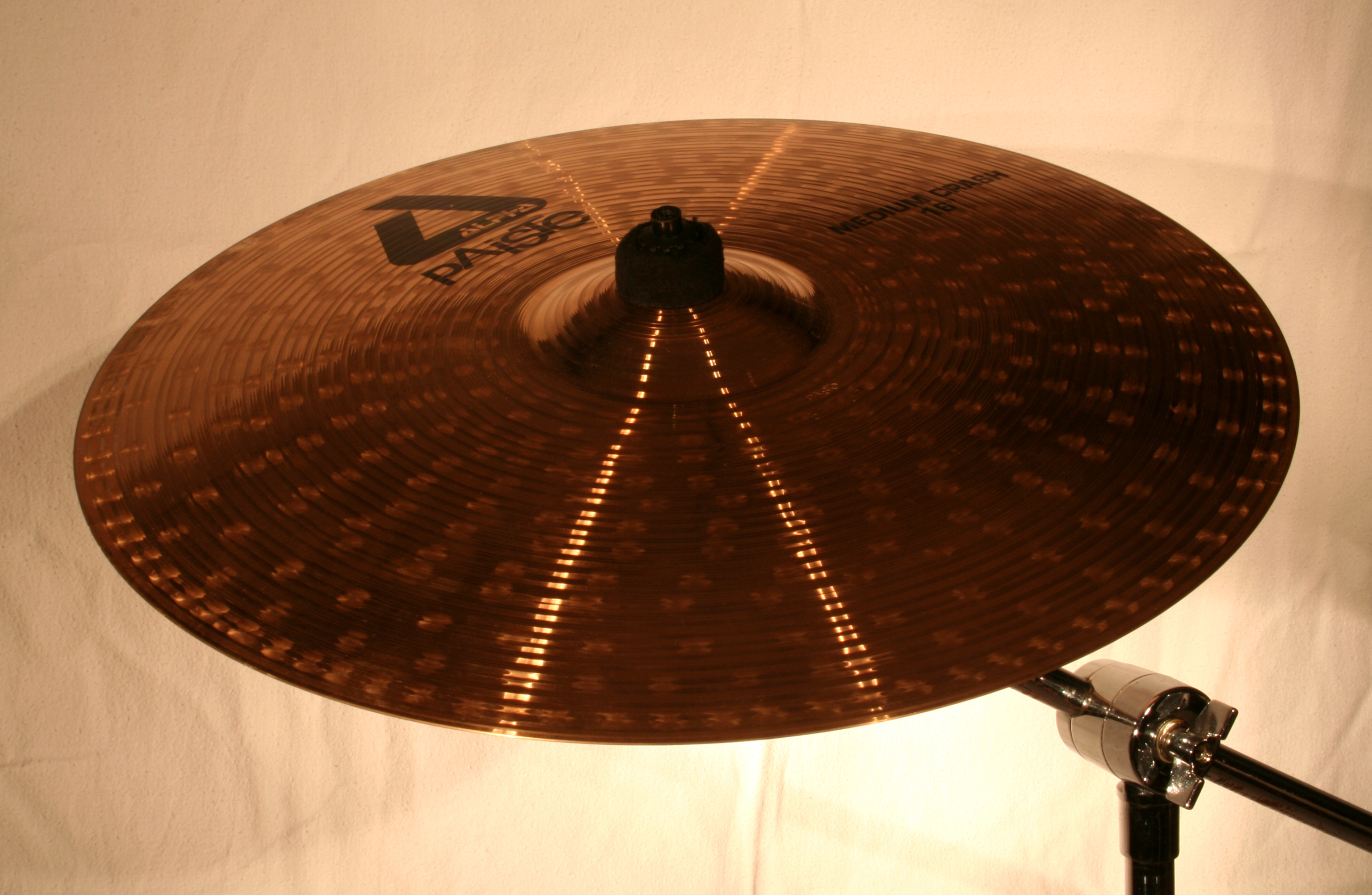
16-Zoll-Crashbecken (Bronze) der Marke Paiste

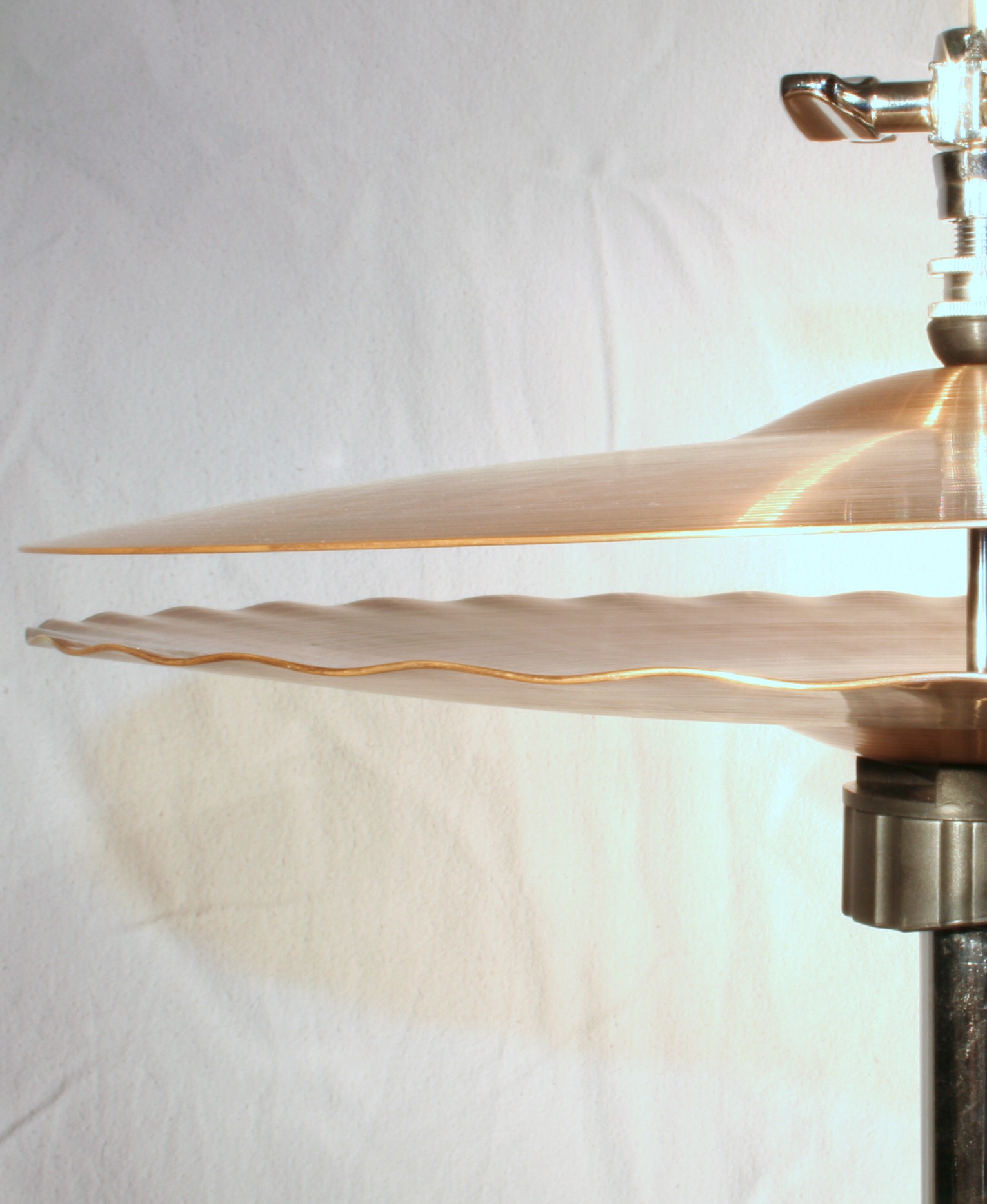
Paiste 2002 Sound Edge Hi-Hat (14")

Paiste ist ein Schweizer Familienunternehmen und Hersteller von Schlagzeug-Becken mit Sitz im luzernischen Nottwil. Das Unternehmen wurde 1945 in Deutschland gegründet, leitet jedoch seit 1957 die Geschäfte vom Hauptsitz von der Schweiz aus. Paiste ist neben Zildjian, Sabian und Meinl einer der weltführenden Beckenhersteller.

## Geschichte
Der Musiker und Komponist Michail Toomas Paiste gründete 1901 in Sankt Petersburg einen Verlag und ein Musikgeschäft, in welchem auch Musikinstrumente hergestellt und repariert wurden. Bis zum Umbruch in Russland 1916 florierte das Geschäft, durch die Oktoberrevolution musste er seine Geschäfte jedoch einstellen.
1917 kehrte er in sein Heimatland Estland zurück und begann, seine Geschäfte in Tallinn wieder aufzubauen. Hier begann er mit seinem Sohn Michail M. Paiste, Becken für Konzert- und Marschgruppen zu entwerfen und herzustellen. Um die Klangvorstellungen in der modernen Musik und der Entwicklung des Schlagzeugs zu treffen, begann der Sohn, ein eigenes Konzept zu entwickeln, er stellte Becken nach türkischer Bauweise her, welche er der chinesischen vorzog. In dieser Zeit entwickelte er auch die ersten Gongs. Die so entstandenen Instrumente bekamen Auszeichnungen und Anerkennung und er begann, sie nach Europa, USA und Übersee zu exportieren.
Durch den Zweiten Weltkrieg war Michail M. Paiste 1940 gezwungen, Estland zu verlassen und begann den Familienbetrieb in Polen wieder aufzubauen. Die Firma kämpfte mit der durch den Krieg verursachten Rohstoffknappheit und der schwierigen Aufrechterhaltung internationaler Kontakte.
Gegen Ende des Krieges verließen Paiste und seine Familie 1945 Polen als Flüchtlinge, er baute daraufhin in Brunsbüttel (Schleswig-Holstein) sein Geschäft erneut auf. Eine Verlegung der Produktion nach Burg (Dithmarschen) scheiterte, so dass er 1957 in Nottwil in der Schweiz eine Manufaktur gründete. Die dritte Generation, seine Söhne Robert und Toomas, machten schliesslich den Firmensitz in Nottwil zum Mittelpunkt der internationalen Geschäfte.
1981 wurde mit der Gründung von Paiste America in den USA eine Zweigstelle errichtet. 1995 wurde, nach 50-jähriger Abwesenheit, in Estland ebenfalls eine Zweigstelle aufgebaut, im gleichen Jahr auch ein Werk in Spanien. Die deutsche Tochtergesellschaft hat ihren Sitz in Schacht-Audorf.
Zu den Endorsern gehören Schlagzeuger wie Vinnie Colaiuta, Charlie Benante, Stewart Copeland, Nicko McBrain, Tico Torres, Jim Keltner, Jukka Nevalainen oder Ian Paice.

## Serien
- Super: ab 1960er – Einsteigerbereich
- Dixie: ab 1960er – untere Mittelklasse
- Stambul: 1960er – gehobene Mittelklasse. Wurde sowohl in Deutschland als auch in der Schweiz gefertigt, mit entsprechend veränderten Einpressungen. Später Stambul 65 (mit B-8-Legierung) und Stambul 66, mit geänderten Einpressungen.
- Giant Beat: 1960er – Top-Linie
- 101: ab 1970er – Nachfolger der Super
- 404: ab 1970er – Nachfolger der Dixie
- 505: ab 1970er – Nachfolger der Stambul
- Super Formula 602 (1957 bis 1959)
- Formula 602: ab 1960er – Top-Serie, stand preislich über der 2002. Die Becken waren sehr dünn, damit für Jazz-Schlagzeuger geeignet, die oft mit Besen spielten. Die Becken waren anfällig für Beschädigungen, wenn sie hart gespielt wurden, daher wurden sie auch aus dem Programm genommen. Formula 602 sind Kultobjekte, sie werden zu Liebhaberpreisen gehandelt. 2011 wurde diese Serie neu aufgelegt.
- 2002: ab 1971 – Top-Serie, die noch heute aus B8-Bronze gefertigt wird. Zunächst mit schwarzem Aufdruck (Black Label), ab den 1980ern mit rotem Aufdruck (Red Label).
- Sound Creation: ab 1970er
- Signature Line: ab 1980er – Top-Serie
- 200: ab 1980er – Einsteigerbereich
- 400: 1986 bis 1995 – Einsteigerbereich
- 1000: ab 1980er – Mittelklasse, aber unterhalb der 505
- 1000 Rude: ab 1980er – nicht zu verwechseln mit den Rude
- 2000: 1986–1995 – zusammen mit den 3000ern als Ersatz für die kurzzeitig eingestellte 2002-Serie produziert
- 3000: 1986–1994 – wie die 2000er ähnlich der 2002er-Serie aus derselben B8-Bronze hergestellt
- Rude: ab 1980er – “The original punk and metal sound”[3]
- Sound Formula: ab 1990er – Top-Serie, in Sound und Verarbeitung der Vorgänger der heutigen Signature Line
- Brass Tones: ab 1990er – Einsteigerbereich
- Alpha: preiswerte und hochqualitative Serie
- Visions: 1990er–2000 – schwarz lackierte Becken, Top-Serie
- Dimensions: von 2000 bis 2005 hergestellte Serie; Top-Serie, gefertigt aus 2002er Bronze mit der Herstellungstechnik der Signature Line-Serie
- 101&201: ab 2000 – Einsteigerklasse
- PST3 & PST5: ab 2005 – Einsteiger- bzw. gehobene Einsteigerklasse
- Twenty: ab 2007 – Anwendung im Pop, Blues, Soul, Rock, Jazz, Big Band, R&B und Country
- Twenty Masters Collection: ab 2011 – eine Serie von professionellen Ridebecken in diversen Ausführungen
- Signature Precision: ab 2013 – erschwinglichere Version der klassischen Signature Becken. Klanglich sehr ähnlich
- Masters: ab 2014 – Umbenennung der Twenty Masters Collection
- PST8: ab 2012 – brilliant Finish
- PST7: ab 2014 – ähnliches Aussehen wie die 2002er Serie, im Preisbereich der PST8
- PSTX: ab 2015 – Effektbecken der Mittelklasse, meist aus 2002er Bronze
- 2002 Black: ab 2016 – Black Big Beat, basierend auf 2002 Serie, jedoch neu gehämmert. Es gibt lediglich Singles (von 18" bis 24") und Hi-Hats (15" und 16")

## Künstler unter Vertrag (Auswahl)
- Tommy Aldridge[4]
- Bela B
- Frank Beard
- Charlie Benante
- Paul Bostaph
- Gunnlaugur Briem
- Danny Carey
- Lenny Castro
- Matt Chamberlain
- Vinnie Colaiuta
- Stewart Copeland
- René Creemers
- Mikkey Dee
- Jim Keltner
- Abe Laboriel junior
- Nick Mason
- Nicko McBrain
- Larry Mullen, Jr.
- Ian Paice
- Vom Ritchie
- Chris Slade
- Mike Terrana
- Alex Van Halen
- Chad Wackerman
- Bobby Jarzombek[5]